# Virus BK

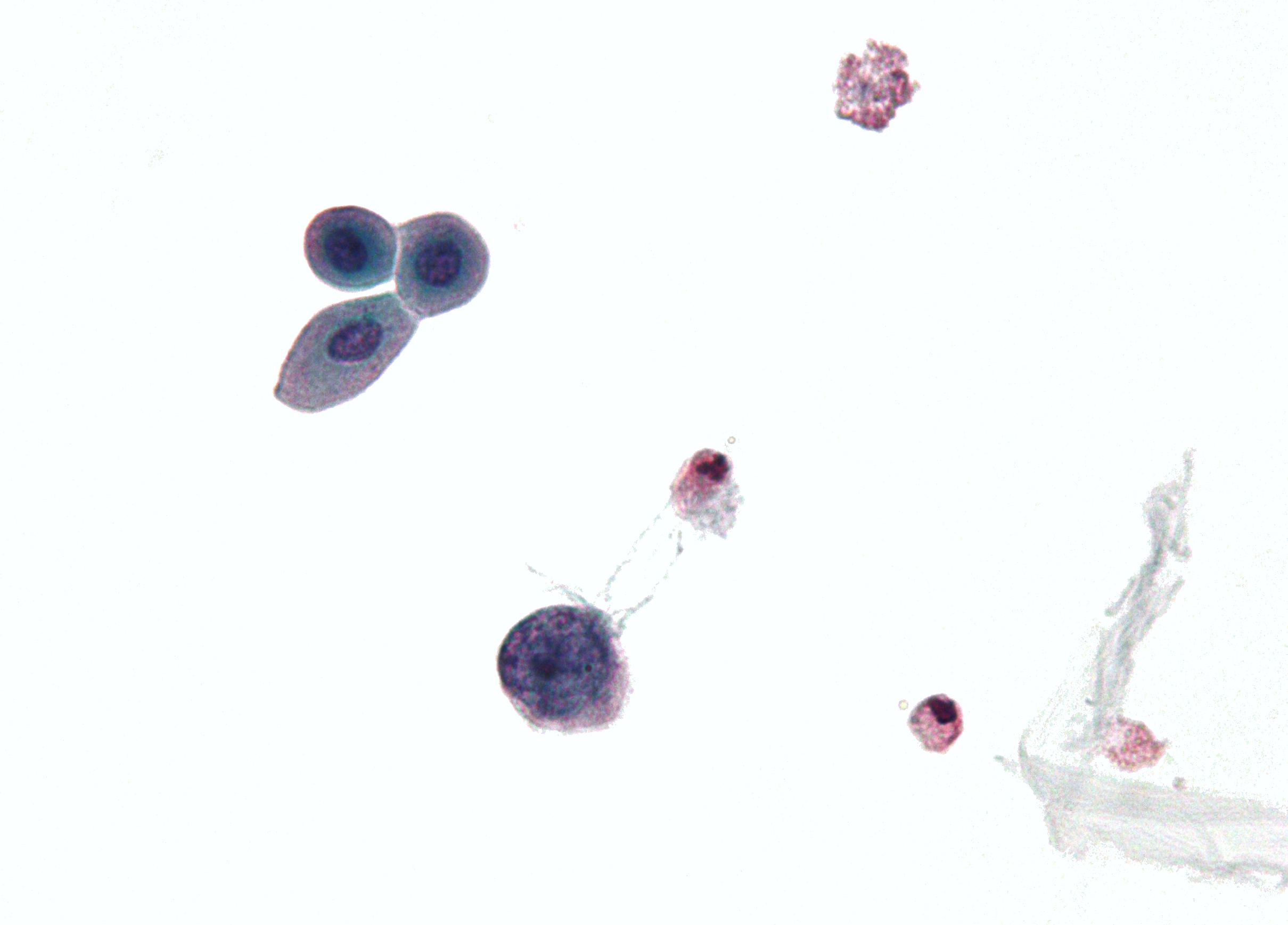
Micrografía de una célula infectada por poliomavirus - la célula grande azul en la zona central inferior. Muestra de orina.

El virus BK es un patógeno oportunista del sistema nervioso central humano, miembro de la familia de los polyomaviridae. La seropositividad por infección pasada es frecuente, pero las consecuencias importantes son raras, con la excepción de las personas inmunodeficientes o inmunosuprimidas.

## Historia
El virus BK se aisló por primera vez en 1971 en la orina de un paciente trasplantado renal, y se nombró a partir de las iniciales de dicho paciente (B.K.). El virus BK se asemeja mucho a otro virus de la familia de los poliomavirus, el virus JC, con el que comparte un 75 % del genoma. Ambos virus se pueden identificar y distinguir mediante pruebas serológicas con anticuerpos específicos o técnicas de PCR.

## Presentación clínica
El virus BK no suele causar enfermedad, y la mayor parte de la población infectada permanece asintomática. Cuando los síntomas aparecen, en el caso de primoinfección, suelen ser leves, en forma de infección respiratoria o fiebre.
El virus se disemina hasta los riñones y el tracto urinario, donde se acantona de por vida. Se considera que hasta el 80 % de la población general contiene el virus de forma latente, y este no se expresa si el paciente permanece inmunocompetente. La clínica aparece típicamente en pacientes con trasplante de riñón, trasplante de médula ósea o multiórgano. La presentación en este conjunto de pacientes suele ser más grave, e incluye deterioro de función renal (manifestado como elevación de la creatinina sérica, y alteraciones del sedimento urinario.

## Transmisión
No se conoce la vía de transmisión del virus, aunque sí se sabe que se transmite de persona a persona y no desde animales. Se ha sugerido que el virus se transmite por contacto con fluidos respiratorios o urinarios, dado que el virus se excreta con la orina. Un estudio con 400 donantes de sangre demostró que el 82 % era portador del virus BK.

## Susceptibilidad en pacientes inmunosuprimidos
El uso de fármacos inmunosupresores en el trasplante renal para evitar el rechazo tiene efectos secundarios, facilita la replicación del virus en el injerto renal, produciendo la enfermedad conocida como nefropatía por virus BK.
Se cree que entre el 1 y el 10 % de los pacientes portadores de trasplante renal progresan a nefropatía por virus BK, y hasta un 80 % de éstos pierden el injerto, al menos que sea tratado a tiempo. El inicio de la nefropatía puede ocurrir desde pocos días hasta varios años después del trasplante. También se ha asociado con estenosis ureteral y nefritis túbulo-intersticial.
Por otro lado, es una causa reconocida de cistitis hermorrágica en pacientes portadores de trasplante de médula ósea

## Diagnóstico
El virus se puede diagnosticar tanto en sangre como en orina, así como en muestras de biopsia renal. Las técnicas más frecuentes son las que utilizan PCR. A menudo hay datos indirectos, como la detección de células decoy en orina.

## Tratamiento
En 2018 la piedra angular del tratamiento de las infecciones sintomáticas por virus BK consisten en la reducción del tratamiento inmunosupresor y la aplicación de antibióticos, como por ejemplo el Ciprofloxacino. Existen corrientes de investigación que achacan la nefropatía por virus BK al uso de inmunosupresores más potentes, como el tacrolimús o el micofenolato mofetilo (MMF). En los estudios no se ha demostrado ninguna relación entre el virus BK y un inmunosupresor en concreto, sino con la carga inmunosupresora en su conjunto.
Actualmente no existen evidencias ni guías clínicas para pautas concretas sobre la modificación de la inmunosupresión en la nefropatía por BK. Los métodos más comunes son:
- Retirada o minimización del tacrolimús o el MMF.
- Sustitución del tacrolimús por ciclosporina.
- Reducción de la carga inmunosupresora en su conjunto.

Se han ensayado varios agentes terapéuticos, incluyendo leflunomida, cidofovir, inmunoglobulinas intravenosas y fluorquinolonas (ciprofloxacino). Actualmente se acepta la leflunomida como el tratamiento de segunda línea si falla la reducción de la inmunosupresión.